# Лона-Лазес
Лона-Лазес (італ. Lona-Lases) — муніципалітет в Італії, у регіоні Трентіно-Альто-Адідже,  провінція Тренто.
Лона-Лазес розташована на відстані близько 490 км на північ від Рима, 13 км на північний схід від Тренто.
Населення — 886 осіб (2014).
Щорічний фестиваль відбувається 31 травня. Покровитель — Visitazione della Beata Vergine Maria.

## Демографія
Населення за роками:

Станом на 1 січня 2023 року в муніципалітеті офіційно проживало 111 іноземців з 13 країн, серед них 8 громадян країн Євросоюзу та 3 громадяни України.

## Сусідні муніципалітети
- Альб'яно
- Базельга-ді-Піне
- Бедолло
- Чембра-Лізіньяго
- Форначе
- Сегонцано
- Совер
- Вальфлоріана